# Érasme de Strasbourg
Pour les articles homonymes, voir Erasme (homonymie).
Erasme Schenk de Limpurg-Gaildorf, également Érasme de Limbourg, né le 7 août 1507 et mort à Saverne le 27 novembre 1568, fut élu évêque de Strasbourg le 11 août 1541, puis évêque consacré de 1549 à 1568, pendant les règnes des empereurs Charles Quint, Ferdinand Ier et Maximilien II et sous les pontificats de très nombreux papes allant de Paul III à Pie V. En sa qualité, de prince-évêque de Strasbourg, il était également landgrave de Basse-Alsace.  En tant qu'évêque élu sans avoir été ordonné prêtre, il fut d'abord assisté par l'évêque titulaire Jean Delphius, évêque in partibus infidelium  de Tripoli. Érasme fut ordonné à Saverne en 1549. Avant son épiscopat, il fut chanoine à Strasbourg et à la collégiale de Bamberg, puis prévôt de la collégiale de Surbourg, statuts et office qui ne nécessitaient pas la prêtrise.
Comme pour son prédécesseur Guillaume III de Hohnstein, Erasme de Limbourg eut la malchance d'être élu prince-évêque de Strasbourg à une époque de tumultes politiques et religieux à l'origine du schisme confessionnel entre la ville impériale libre de Strasbourg et la principauté épiscopale de Strasbourg. La première devint le bastion et le refuge des protestants européens, la seconde tenta d'enrayer la progression inexorable du luthéranisme dans les rangs des chanoines de différents chapitres capitulaires strasbourgeois. Comme ce fut le cas dans d'autres principautés épiscopales situées dans des villes dynamiques connaissant un essor économique et culturel,  Érasme de Limbourg s'entoura de conseillers bourgeois, non ecclésiastiques, juristes, médecins et intellectuels, pour faire contrepoids avec la bourgeoisie urbaine protestante, favorisant l'enseignement, l'humanisme et les arts. En tête de ses conseillers jurisconsultes omniprésents dans les affaires courantes et diplomatiques, on trouve son chancelier Christophe Welsinger,.

## Biographie
Dans sa jeunesse, il étudia les mathématiques à l'université de Tubingen sous la direction de Jean Stoller, puis suivit les cours de droit des professeurs  Conrad Braun et Jean Marquard. Il se rendit ensuite à Paris pour suivre l'enseignement de Jean Sturm en droit. Une fois à la tête de l'évêché, il reverra Jean Sturm venu à la demande de Jacques Sturm à Strasbourg pour enseigner la dialectique et la rhétorique. Il y fondera ensuite le Gymnase protestant à l'origine de l'Académie protestante (1566), qui devient en 1621 l'Université de Strasbourg. Auparavant, les Alsaciens devaient faire leurs études dans les universités allemandes (Tübingen, Göttingen, Fribourg en Brisgau ou Heidelberg), suisse (Bâle), française (Paris) ou italiennes (Bologne, Padoue).
En 1541, il avait alors acquis une grande réputation par la vivacité de son esprit et son amour des lettres.
Le lendemain de l'élection, Bucer écrivit à son ami Ambrosius Blarer : « L'élu est homme de vie intègre et il aime notre religion. De tout le chapitre, personne de plus tolérant ne pouvait être choisi. Le Seigneur lui donne de répondre à notre attente ».
À ce moment, les rencontres entre protestants et catholiques se multipliaient : conférence de Haguenau en 1540, colloque de Worms en 1540-1541, diète de Ratisbonne en 1541.
La conjoncture générale semblait propice à l'ouverture d'un dialogue, à l'échelon local entre les réformateurs strasbourgeois et l'évêque de Strasbourg. La rencontre eut lieu à Molsheim, le 18 octobre 1542. Bucer et Hedion représentaient les pasteurs. Pierre Sturtri, Matthis Pfarrer et Martin Herlin étaient les délégués du Magistrat. Le grand chapitre de la cathédrale avait envoyé son doyen Christophe de Simmern, le comte Bernard d'Eberstein et son avocat Tuchelin.
L'évêque Érasme prit part personnellement à la conférence, assisté de ses conseillers. Le chancelier Christophe Welsinger fut le porte-parole du parti catholique. La rencontre se solda par un échec. Chaque groupe essaya de faire prévaloir son point de vue. Les positions étaient prises. Elles s'avéraient irréconciliables, même si les contacts avaient repris.
Impuissant à enrayer « le schisme qui avait envahi presque tout son diocèse et qui, de-ci de-là, avait infecté et contaminé tout le diocèse, Érasme de Limbourg essaya de rétablir la discipline ecclésiastique dans les régions dont il avait gardé le contrôle. À cet effet, il réunit deux synodes diocésains à Saverne, l'un en 1549, l'autre en 1560. Les décisions de ces synodes furent publiées ensuite dans les statuts et décrets du synode diocésain de Strasbourg, édités à Mayence en 1566. C’était un vaste programme de réforme portant, comme les ordonnances ecclésiastiques protestantes, sur la foi (credenda), le culte (veneranda) et la discipline (facienda). Malgré son ampleur, ce programme de restauration apparaissait comme un essai de contre-réforme. La démarche venait trop tard et l'évêque manquait d'hommes capables pour reprendre en main l'initiative de la réforme.
Il décéda, le 27 novembre 1568, sans avoir entamé l’œuvre projetée.
Son successeur fut Jean IV de Menderscheid (1569-1592).

## Armes du prince-évêque
Le blason familial d'Érasme était écartelé, au premier et quatrième d'azur à 5 masses posées 3 et 2, au second et troisième de gueules à 4 émanches d'argent. C'est celui des barons et comte de Limpurg-Gaildorf qu'on retrouve dans le blason des Limpurg-Söntheim.
En tant qu'évêque de Strasbourg, Érasme porta un blason écartelé, au premier de gueules à la bande d'argent qui est de l'évêché de Strasbourg, au deuxième de gueules à 4 émanches d'argent, au troisième d'azur à 5 masses posées 3 et 2, et au quatrième de gueules à la bande d'argent fleuronnée d'or qui est du landgraviat de Basse-Alsace 
Le cimier a deux cornes de buffle simples de gueule et de d'argent qui est de la Franconie. Les lambrequins sont d'azur et d'argent.

## Épitaphe d'Érasme à Saverne

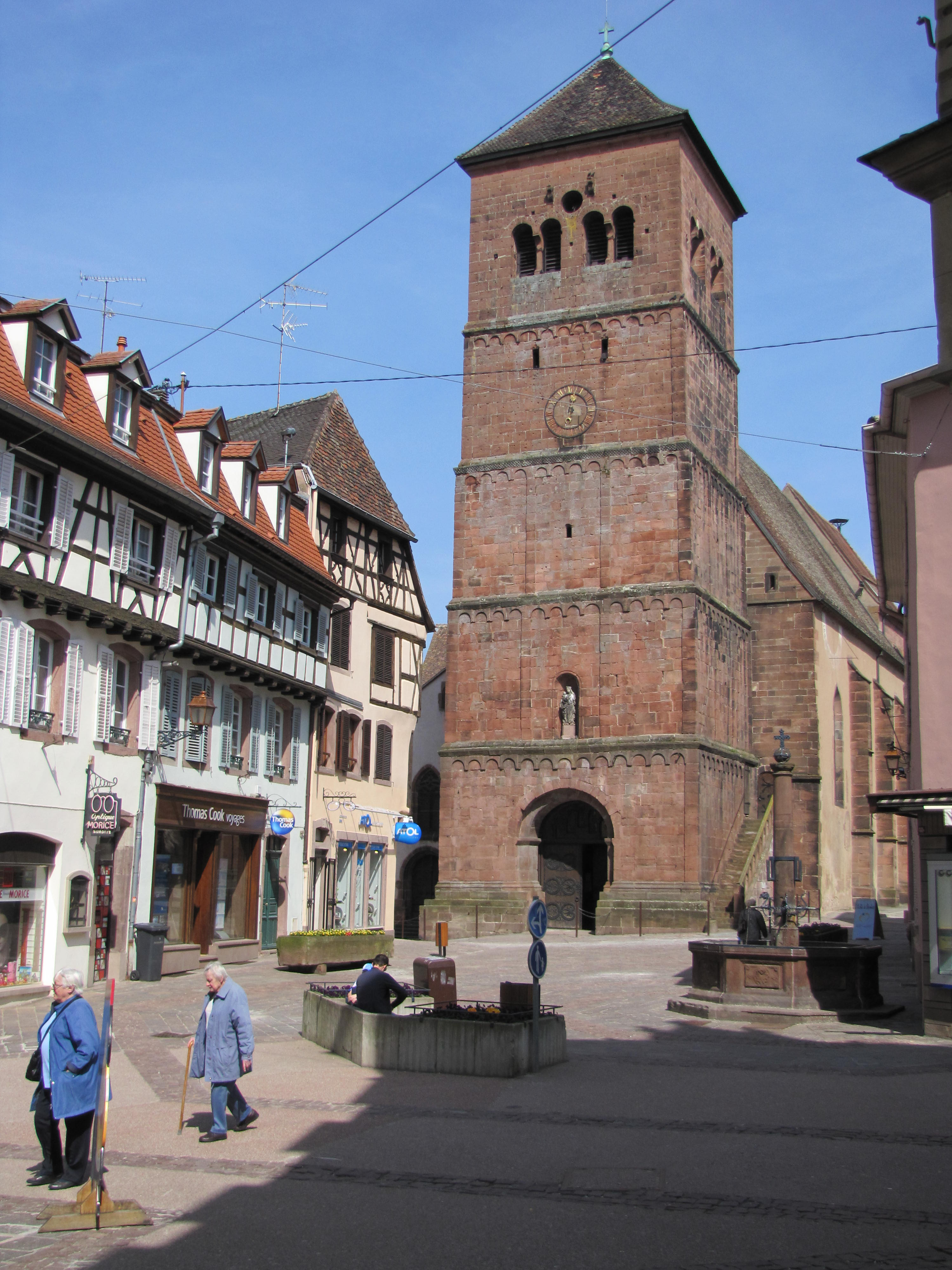
Église Notre-Dame-de-la-Nativité de Saverne

Dans la chapelle du Saint-Rosaire de l'église collégiale de Saverne, aujourd'hui Église Notre-Dame-de-la-Nativité de Saverne,  on peut lire  sur le tombeau de l'évêque d'Érasme de Limbourg.
« Hic requiescat Erasmus Argentinensis episcopus Landgravius Alsatiæ, qui in Christo obdormivit anno M.D.LXVIII die XXVIII novembris, præsulatūs sui XXVII,. »
On peut lire également sur le mausolée de l'évêque Érasme dans la même église :
« Erasmus, episcopus Argentinensis, Alsatiæque comes provincialis, ex illustri sacri imperii semperque liberā Pincernarum à Limburg familiā natus ; mensibus tribus, diebus quindecim, ecclesiæ suæ, commissoque gregi ac subditis, duris sanè et iniquis temporibus in omni pace et tranquillitate citrà vicinorum omniumque injuriam et offensionem laudabiliter præfuisset ; tandem die XXVII mense novembri sub horam noctis duodecimam in verā catholicæ religionis confessione, pietatisque affectu, piè et placidè in Christo, non sine gravi totius provinciæ, bonorumque omnium luctu, obdormivit in domino anno ætatis suæ LXI salutis verò humanae M.D.LXVIII. »